# تطويف بالهواء المنحل
التطويف بالهواء المنحل DAF

## التطويفبالهواءالمنحل(Dissolved air flotation (DAF
التطويف بالهواء المنحل هو ازالة فيزيائية للمواد الصلبة من المياه ,وهو يستعمل لتطويف الدهون ,الزيوت, الشحوم (FOG : جدول توزيع الملف, oil and grease )ولتطويف المواد الصلبة للحمأة وخصوصاً الحمأة المنشطة، وكذلك تستعمل الطريقة لإزالة التراكيز الكيمائية ل FOG. والتطويف بالهواء المنحل يتضمن أيضاً : vacuum flotation ,depressed-air flotation, ولكن فقط DAF هو المستعمل في معالجة مياه الصرف.
ويعتبر د. كروفتا (Dr. KROFTA [الإنجليزية]) الرائد في تطوير مبدأ التطويف بالهواء المنحل DAF واستعماله في تطويف الياف الورق في معامل تصنيع الورق.
في(DAF) يتم حل الهواء في الماء تحت ضغط الإشباع (saturated) في خزان خاص [bar)(5.50 - 2.80) ,[3)بار, وعند تحرير الضغط (ويكون عند مدخل حوض التطويف) تظهر فقاعات صغيرة جداً (60-100)(µm) تقوم بدفع المواد الصلبة باتجاه الأعلى. يتم استعمال مياه مطوفة من حوض التطويف لإعادة ضغطها أو يستعمل مياه جديدة أو تستعمل مياه الصرف بعد حوض التطويف [2],الشكل (1)[5] يوضح نموذج لطريقة إعطاء المياه المشبعة بالهواء باستعمال مياه الصرف بعد حوض التطويف مع هواء مضغوط، ويمكن ان تتم العملية بدون هواء مضغوط حيث يضغط الهواء ضمن دارة التدوير الشكل(2) [8] مع صمام تخفيف الضغط اللازم. وأغلب التصاميم الحالية للتطويف بالهواء المنحل تقوم على سحب المياه من الجزء المتوسط السفلي من حوض التطويف وضغطها مع الهواء بمضخة خاصة وادخالها إلى حوض التطويف.
إن أهم ما في التصميم نسبة الهواء إلى المواد الصلبة A/S الجدول رقم (1) [2] يوضح مختلف حالات التحميل العامة في DAF المذكورة.

## فيما يلي أهم ضوابط التصميم العامة DAF
- نسبة تحميل الحمأة في حوض التطويف (للصرف الصحي) (29- 300 كغ مواد صلبة/ م2. يوم) وفي [3] التحميل للحمأة المنشطة(10- 20 كغ مواد صلبة/ م2. يوم). 
- مكثف الحمأة بالتطويف يعطي مردود 85% -99%.						
- زمن الحجز في غرفة الضغط: 1- 3 دقيقة.
- مكثف الحمأة بالتطويف يعطي مردود 85% -99%.						
- زمن الحجز الهيدروليكي: 10- 20 دقيقة.							
- نسبة الهواء إلى المادة الصلبة A/S : 1%- 4%. (وتصل إلى 0.0006 لبعض التجارب على مياه صرف صناعية [1]). 	
- الضغط : (2.80 - 5.50) bar (بار). 								
- التحميل الهيدروليكي : (12- 200)م3/م2/يوم.
- النسبة المئوية للمواد الصلبة في الزبد وزنا: (4%-8%). ( وفي [2] من 3%- 6% ) ويصل في التطويف ذو المعدل العالي إلى 6%-12% [1].
| نوع الحمأة أو المواد الصلبة العضوية           | التحميل مواد صلبه (kg /(m². h | التحميل مواد صلبه (kg /(m². h |
| نوع الحمأة أو المواد الصلبة العضوية           | بدون إضافة مواد كيمائية       | مع إضافة مواد كيميائية        |
| حمأة منشطة (المزيج المنحل) حمأة منشطة (مرسبة) |                               |                               |
| 1.2- 3 2.4- 4                                 | حتى 10                        |                               |
| حمأة منشطة بالأوكسجين الصافي                  | 3 - 4                         | حتى 10                        |
| حمأة مرشح بيولوجي                             | 3 - 4                         | حتى 10                        |
| حمأة أولية مع حمأة منشطة                      | 3 - 6                         | حتى 10                        |
| حمأة أولية مع حمأة مرشح بيولوجي               | 4 - 6                         | حتى 10                        |
| حمأة أولية فقط                                | 4 - 6                         | حتى 12.5                      |

```
         
الجدول رقم (1) يوضح مختلف حالات التحميل العامة لل DAF
```

نسبة ازالة FOG مع مواد كيمائية تصل إلى 90% ونسبة الإزالة بدون مواد كيمائية 60%-80%[1] ,ويجب عمل تجربة رائدة pilot project لتحديد العوامل المؤثرة كدرجة الحرارة ونسبة المواد الصلبة، الوزن النوعي للمادة الصلبة، كمية المواد الكيمائية اللازمة.
```
      
الشكل (1) يوضح إحدى الطرق التقليدية لإعطاء المياه المتشبعة بالهواء، تدوير من مياه الخرج[5] 
```

```
         
الشكل (2) تطويف باستعمال المياه المطوفة وبدون مضخة ضغط هواء [8]
```

قد تتغير تراكيز المواد الصلبة مع استمرار العمليات ولذلك يجب تغيير نسبة الهواء ولكن يفضل وجود حوض توازن لتجنب ذلك.
يستعمل التطويف DAF ذو المعدل العالي مع قساطل أو صفائح مائلة لتمر ضمنها المياه المطوفة ضمن حوض التطويف ليساعد على تصغير حجم وحدة التطويف، الشكل(3)[6] يوضح تطويف مياه الصرف في معمل ألبان واجبان. وعادة يتم ضخ المادة الكيمائية مع مياه الصرف في دارة خاصة مؤلفة من قساطل يتحقق فيها زمن المكوث اللازم للمزج وتشكيل الندف قبل دخولها إلى حوض التطويف.الشكل(4) [7][4] التطويف مع ترسيب باستعمال الصفائح المائلة المثبتة في حوض التطويف (المعدل العالي).
في DAF المعدل العادي يكون التحميل الهيدروليكي (1.2- 6 م3/م2/ساعة) ويقترح تحميل المواد الصلبة ( 2.4-17 كغ/م2.سا) [1].
في DAF المعدل العالي يكون التحميل الهيدروليكي (8.3-25 م3/م2/سا )[1] ويكون تحميل المواد الصلبة أعلى، ويجب أن يوجد قبل عملية التطويف مصافي لتخفيف المواد الصلبة في مياه الدخل (ويمكن ان يوجد حوض توازن).
```
          
الشكل (3)وحدة تطويف دهون وشحوم في معمل البان واجبان[6]
```

```
     
الشكل (4) نموذج وحدة كشط الدهون (DAF) في معمل صرف ألبان واجبان[4](تطويف مع صفائح مائلة - معدل عالي)
```

تحتاج مياه الصرف الصناعية الحارة عادة إلى كمية أكبر من الهواء كما ان حرارة المياه عادة تعيق إزالة FOG.
يستعمل DAF إضافة لتكثيف الحمأة المنشطة في محطات مياه الصرف وفي رفع الندف في التخثير الكيمائي، كما يستعمل في معالجة مياه الصرف الصناعي في (معامل اللحوم - الألبان والأجبان - معامل البطاطا المقلية وتصنيع المأكولات من الذرة والقمح بالاكسترودر «البثق» - تكرير الزيوت.....)

## طريقة حساب التطويف بالهواء المنحل DAF مع تدوير[4][2].
يحسب الجريان المُدور من وإلى حوض التطويف بالعلاقة التالية: 
```
                                 
˳A/S=1.3Sa(fp-1)R/QC
```

A/S = النسبة الوزنية بين الهواء والمواد الصلبة المعلقة كغ هواء/كغ مواد صلبة.
Sa = مل/ل. تركيز الانحلال solubility للهواء تحت ضغط مطلق (1 بار) ودرجة الحرارة السائدة وفق الجدول (2) .[2]
˳C = تركيز المواد الصلبة المعلقة ملغ/ل.
F = الجزء الممكن الوصول اليه عملياً لانحلال الهواء في الماء وهو من (0.5-0.8), يمكن ان يؤخذ 0.5 من [2].
P = الضغط المطلق المطبق من (2.8-5.5)(bar) بار.
Q = التدفق الوارد إلى الحوض م3/يوم.
R = تدفق مياه التدوير المضغوطة م3/يوم.
ومساحة سطح حوض التطويف تعطى بالمعادلة.
```
                                                       
S'=(Q+R)/L
```

'S = سطح حوض التطويف.
L = التحميل السطحي م3/م2/يوم.
| 30   | 20   | 10   | 0    | T°.C |
| 15.7 | 18.7 | 22.8 | 29.2 | Sa   |

```
                                       
الجدول(2) تركيز الانحلال للهواء في الماء حسب درجة الحرارة
```